# Chilanuru, Sorab
Chilanuru là một làng thuộc tehsil Sorab, huyện Shimoga, bang Karnataka, Ấn Độ.